# 内罗毕车站
内罗毕车站（英語：Nairobi railway station）位于肯尼亚首都内罗毕，位于乌干达铁路线上。每周有3次前往蒙巴萨的列车。该火车站建于1899年。